# Erythrococca fischeri
Erythrococca fischeri är en törelväxtart som beskrevs av Ferdinand Albin Pax. Erythrococca fischeri ingår i släktet Erythrococca och familjen törelväxter. Inga underarter finns listade i Catalogue of Life.